# Африкан Фабій Максим
Африкан Фабій Максим (45 — після 5 р. до н. е.) — політичний діяч Римської імперії, консул 10 року до н. е. Також віідомий як Марк Фабій Максим Африкан.

## Життєпис
Походив з патриціанського роду Фабіїв. Син Квінта Фабія Максима, консула-суфекта 45 року до н. е.
У 10 році до н. е. обіймав посаду консула разом з Юлом Антонієм. З 7 року до н. е. Фабій був членом колегії септемвірів епулонів. З 6 до 5 року до н. е. обіймав посаду проконсула провінції Африка. Подальша доля невідома.

## Родина
- Квінт Фабій Аллоброгіцін Максим